# 富田 (弘前市)
富田（とみた）は青森県弘前市の地名。郵便番号は036-8186。

## 地理
通称富田大通りの青森県道127号石川土手町線に沿って、北から南へ順に一～三丁目。二・三丁目の境界を東西に走る道は御幸町・品川町を経て土手町へ。西は富士見町・桜林町へ通じる。また青森県道109号弘前平賀線の起点でもあり、北は住吉町、東は御幸町、南は富野町・文京町、西は紙漉町に接する。

## 沿革
1956年（昭和31年）～現在 - もとは富田・新品川町・富田町の各一部であったが分離し、富田一～三丁目になる。

## 世帯数と人口
2017年（平成29年）6月1日現在の世帯数と人口は以下の通りである。
| 丁目       | 世帯数  | 人口  |
| ---------- | ------- | ----- |
| 富田一丁目 | 81世帯  | 136人 |
| 富田二丁目 | 124世帯 | 226人 |
| 富田三丁目 | 201世帯 | 371人 |
| 計         | 406世帯 | 733人 |

## 施設

### 教育
- 風の子保育園

### 医療
- 金子整形外科
- 富田医院
- 松山歯科医院
- 相馬歯科
- 一戸眼科
- スクエア歯科
- 七福薬局
- 弘前市薬剤師薬局

### 福祉
- （株）介護サポート

### 商業
- メガドラッグ富田店（旧：Uマート弘大前店）
- ローソン弘前富田二丁目店
- 弘前醸造

### 工業
- マルマン精密（株）富田工場 - 元マルマンコンピュータサービス本社であった。

## 小・中学校の学区
市立小・中学校に通う場合、学区は以下の通りとなる。
| 町丁       | 番・番地 | 小学校             | 中学校             |
| ---------- | -------- | ------------------ | ------------------ |
| 富田一丁目 | 全域     | 弘前市立大成小学校 | 弘前市立第三中学校 |
| 富田二丁目 | 全域     | 弘前市立大成小学校 | 弘前市立第三中学校 |
| 富田三丁目 | 全域     | 弘前市立大成小学校 | 弘前市立第三中学校 |

## 交通
- 弘南バス

富田三丁目（弘前駅 - 小栗山線、他）停留所。